# Oksajärvi (ort)
Oksajärvi är en ort i Pajala kommun, Norrbottens län. Orten ligger vid sjön Oksajärvi. Vid folkräkningen 1890 hade orten 27 invånare och i augusti 2016 fanns det enligt Ratsit tre personer över 16 års ålder som var registrerade med Oksajärvi som adress.